# Cseke Attila
Cseke Attila Zoltán (Margitta, 1973. június 9. –) partiumi magyar politikus, a Romániai Magyar Demokrata Szövetség (RMDSZ) tagja. A 2009. december 23-án Emil Boc vezetésével megalakult kormány egészségügyi minisztere. 2012-ben az RMDSZ nagyváradi polgármesterjelöltje. 2012-től az RMDSZ Bihar megyei parlamenti képviselője. 2016-tól szenátor, az RMDSZ szenátusi frakcióvezetője és a felsőház közigazgatási bizottságának tagja, illetve az RMDSZ Bihar megyei szervezetének elnöke. 2020 decemberétől előbb a Cîțu-kormányban, majd a Ciucă-kormányban fejlesztési, közigazgatási és közmunkálatokért felelős miniszter, 2023 júniusáig. 2021 októberétől decemberig ügyvivő egészségügyi miniszter is volt. Jelenleg Bihar megyei RMDSZ-es szenátor.  

## Tanulmányai
- 1987–1991 – Margittai Ipari Líceum, érettségi
- 2000 – NMDSZ, A közösségi projektek menedzsmentje
- 2001–2002 – Nagyváradi Egyetem, posztgraduális képzés közjogból
- 2002 – INA-program, A SAPARD-alapok felhasználása
- 2003 – Bihor – Hajdú-Bihar Eurorégió, Határon átnyúló projektek és finanszírozások
- 2002–2004 – Nagyváradi Egyetem, mesterfokozat magánjogból

## Munkakörök
- 1991–1996 – ügyvezető, SC TIP-TOP Srl, Margitta
- 2001 – gyakornok Juhász András margittai közjegyzői irodájában
- 2001–2002 – előadó az RMDSZ Bihar megyei szervezeténél
- 2002–2004 – a Nagyváradi Római Katolikus Püspökség jogi tanácsadója
- 2002 júliusától – jogtanácsos, a Bihari Megyei Tanács elnökének tanácsosa
- 2005. január – 2008. december – államtitkár, Románia Kormánya, kormányfőtitkárság
- 2008 decemberétől – a Romániai Magyar Demokrata Szövetség Bihar megyei szenátora
- 2012-től az RMDSZ Bihar megyei parlamenti képviselője
- 2016-tól az RMDSZ Bihar megyei szenátora
- 2020-tól ismét az RMDSZ Bihar megyei szenátora
- 2020 decemberétől 2021 októberéig a Cîțu-kormány fejlesztési, közigazgatási, és közmunkálatokért felelős minisztere
- 2020 októberétől ügyvivő egészségügyi, illetve ügyvivő fejlesztési, közigazgatási és közmunkálatokért felelős miniszter az ügyvivő Cîțu-kormányban
- 2020 decemberétől a Ciucă-kormány fejlesztési, közigazgatási, és közmunkáéatokért felelős minisztere
- 2024-től Bihar megyei RMDSZ-es szenátor

## Politikai tevékenység
- 1997-től – RMDSZ-tag
- 2003-tól – a Szövetségi Képviselők Tanácsának tagja
- 2003 – a Bihar megyei RMDSZ-szervezet ügyvezető alelnöke, a Megyei Operatív Tanács tagja
- 2004. július–2005. január – Nagyvárad, helyi tanácsos, a Jogi Bizottság titkára
- 2005 januárjától 2008 decemberéig államtitkár, Románia kormányfőtitkárságán
- 2007 júniusától – az RMDSZ országos szervezetének önkormányzatokért felelős ügyvezető alelnöke
- 2008. augusztus–október – a Román és a Magyar Kormány negyedik együttes ülésén a román szervezőbizottság koordinátora miniszterelnöki kinevezés értelmében (hasonlóképpen, az előző három román–magyar együttes kormányülés esetében is)
- 2008 decemberétől 20212 decemberéig RMDSZ-szenátor
- 2009 decemberétől egészségügyi miniszter, melyről 2011 augusztusában mondott le, mert a pénzügyminisztérium és az egészségbiztosító nem volt hajlandó egyeztetni vele a költségvetés-kiegészítésről, és a kormány e konzultáció nélkül szavazott a pénzek elosztásáról.[1]
- A Bihar megyei RMDSZ XXXIII. küldöttgyűlésén a szervezet megnevezte jelöltjét Nagyvárad polgármesteri tisztségére: a Szövetség döntése értelmében Cseke Attila szenátor, volt egészségügyi miniszter indul a bihari megyeszékhely Nagyvárad polgármesteri székéért a 2012-es önkormányzati választáson.
- 2012 decemberétől 2016 decemberéig RMDSZ képviselő, a Romániai Parlament Közigazgatási bizottságának alelnöke
- 2016-tól a Bihar megyei RMDSZ elnöke[2]
- 2016 decemberétől 2020 decemberéig RMDSZ-szenátor, frakcióvezető, a Szenátus közigazgatási biztosságának tagja
- 2020 decemberétől RMDSZ-szenátor
- A 2020-as önkormányzati választáson ismét az RMDSZ nagyváradi polgármesterjelöltje.
- 2020 decemberétől 2021 októberéig a Cîțu-kormány fejlesztési, közigazgatási és közmunkálatokért felelős minisztere
- 2020 októberétől ügyvivő egészségügyi, illetve ügyvivő fejlesztési, közigazgatási és közmunkálatokért felelős miniszter az ügyvivő Cîțu-kormányban
- 2020 decemberétől a Ciucă-kormány fejlesztési, közigazgatási, és közmunkáéatokért felelős minisztere
- 2025 juniusától Fejlesztési, Közmunkaügyi és Közigazgatási miniszter[3] [4]